# Пекушонки
 Пекушонки  — опустевшая деревня в Афанасьевском районе Кировской области в составе Пашинского сельского поселения.

## География
Расположена на расстоянии примерно 4 км на юг-юго-восток по прямой от центра поселения села Пашино.

## История
Была известна с 1891 года как выселок Пронина, в 1926 (починок Даньковское или Максимовский) дворов 13 и жителей 60, (почти все «пермяки»), в 1950 (Пикушонский) 20 и 65, в 1989 году 6 жителей. Настоящее название утвердилось с 1978 года.

## Население
Постоянное население не было учтено как в 2002 году, так и в 2010.